# Oscar Bongard
Oscar Bongard (* 7. Juli 1872 in Straßburg, Deutsches Reich; † nach 1935) war ein deutscher Beamter und Militärintendant.

## Leben
Er war der Nachkomme einer westfälischen Bauernfamilie und kam im Elsass zur Welt, das 1871 an das Deutsche Reich gefallen war. Nach dem Besuch des Gymnasiums studierte er an der Universität Straßburg, wo er im Jahre 1905 das Doktor-Examen ablegte. Das Thema seiner 1906 gedruckten Dissertation lautete Die Arbeiterverhältnisse und Besiedelungsversuche in den portugiesischen Besitzungen Sao Thomé, Angola und Portugiesisch-Ostafrika.
Bongard war zunächst als Beamter bei der Landesregierung von Elsass-Lothringen tätig. 1901 wechselte er in den Kolonialdienst nach Deutsch-Ostafrika, wo er bis 1904 Vorstand des Zentralbüros des Gouverneurs war. Von 1905 bis 1906 war er daraufhin Distriktschef in Deutsch-Südwestafrika und war Zeitzeuge des dortigen Völkermordes an den Herero und Nama, der von den Deutschen als Hereroaufstand bezeichnet wurde. In den Jahren 1907 und 1908 unternahm Oscar Bongard ausgiebige Reisen durch Deutsch-Ost- und Südafrika, weilte 1911 und 1912 in Indien und daraufhin in Nordamerika. Er betätigte sich fortan als Kolonialschriftsteller und Kriegsberichterstatter. Im Ersten Weltkrieg war er zunächst Kriegsberichterstatter an der Westfront, trat im Jahre 1915 in den höheren Intendanturdienst und wechselte im Jahr des Kriegsendes 1918 an die Militärintendantur nach Berlin. Dort beteiligte er sich aktiv an der Niederschlagung des bewaffneten Spartakusaufstandes.
1922 wurde Oscar Bongard Mitglied des Reichspensionsamtes und ab 1923 war er Referent im Reichsministerium des Innern. In der Zeit des Nationalsozialismus betätigte er sich als Führer im RDB.
In Strausberg bei Berlin wohnte Oscar Bongard in der Kaiserstraße 25. Sein 1894 geborener gleichnamiger Sohn wurde Fußballer.

## Schriften (Auswahl)
- Die Arbeiterverhältnisse und Besiedelungsversuche in den portugiesischen Besitzungen Sao Thomé, Angola und Portugiesisch-Ostafrika. Süsserott, Berlin 1906.
- Wie wandere ich nach deutschen Kolonien aus? Ratgeber für Auswanderungslustige. Süsserott, Berlin 1907.
- Die Studienreise des Staatssekretärs Dernburg nach Deutsch-Ostafrika. Süsserott, Berlin 1908.
- Staatssekretär Dernburg in Britisch- und Deutsch-Süd-Afrika. 2., verb. und verm. Auflage. Süsserott, Berlin 1909.
- Die Reise des deutschen Kronprinzen durch Ceylon und Indien. Schwetschke, Berlin 1911.
- Die Rechtsverhältnisse der Warte- und Ruhestandsbeamten des Reichs nach dem Stande der Gesetzgebung, Rechtsprechung und Verwaltungsübung vom 1. August 1927. Verlag-Anstalt des Deutschen Beamtenbundes, Berlin 1927.